# Gia Dżiszkariani
Gia Dżiszkariani (gruz. გია ჯიშკარიანი, ros. Гия Джишкариани, ur. 30 listopada 1967 w Tbilisi) – radziecki i gruziński piłkarz występujący na pozycji pomocnika, reprezentant Gruzji w latach 1991–1994.

## Kariera klubowa
Grę w piłkę nożną rozpoczął w DJuSSz-35 Tbilisi. Następnie trenował w klubie Mercchali Macharadze. W 1987 roku rozpoczął karierę na poziomie seniorskim w Gurii Lanczchuti, z którą spadł w sezonie 1987 z Wyższej Ligi ZSRR. Na początku 1988 roku przeniósł się do Dinamo Tbilisi i spędził tam dwa sezony w radzieckiej ekstraklasie. Po rozpadzie Związku Radzieckiego Dżiszkariani w barwach Dinamo (wówczas pod nazwą Iberii) występował przez 3 lata w nowo powstałej Umaglesi Lidze, zdobywając 3 tytuły mistrza Gruzji (1990, 1991, 1991/92) i jeden krajowy puchar (1991/92).
Przed rundą wiosenną sezonu 1991/92, wraz z kolegą klubowym z Iberii Zazą Rewiszwilim, przeniósł się on do GKS Katowice. W I lidze rozegrał 7 spotkań, nie zdobył żadnej bramki. W połowie 1992 roku Dżiszkariani powrócił do Gruzji, gdzie został graczem Szewardeni-1906 Tbilisi. W sezonie 1994/95 grał w zespole SK Samtredia, gdzie po wywalczeniu wicemistrzostwa kraju zakończył profesjonalną karierę.

## Kariera reprezentacyjna
W latach 1988–1989 występował w reprezentacji Związku Radzieckiego U-21, z którą wziął udział w fazie kwalifikacyjnej Mistrzostw Europy U-21 1990.
2 lipca 1991 zadebiutował w seniorskiej kadrze Gruzji prowadzonej przez Gigę Norakidze w wygranym 4:2 towarzyskim spotkaniu przeciwko Mołdawii. We wrześniu 1992 roku zdobył jedyną bramkę dla reprezentacji w meczu z Azerbejdżanem. Ogółem w latach 1991–1994 rozegrał w drużynie narodowej 9 meczów - wszystkie w pełnym wymiarze czasowym - zdobył 1 bramkę. W 4 spotkaniach pełnił funkcję kapitana zespołu.

### Bramki w reprezentacji
| LP | Data             | Miejsce                                  | Przeciwnik  | Bramka | Rezultat | Ranga meczu     |
| -- | ---------------- | ---------------------------------------- | ----------- | ------ | -------- | --------------- |
| 1. | 17 września 1992 | Stadion im. Davita Kipianiego, Gurdżaani | Azerbejdżan | 6:2    | 6:3      | Mecz towarzyski |

## Życie prywatne
W maju 2003 roku brał udział w wypadku samochodowym pod Gori, w którym ocalał jako jedyny z siedmiu jego uczestników. Jego syn Nikoloz (ur. 1990) jest piłkarzem grającym na pozycji obrońcy i młodzieżowym reprezentantem Gruzji.

## Sukcesy
Iberia (Dinamo) Tbilisi
- mistrzostwo Gruzji: 1990, 1991, 1991/92
- Puchar Gruzji: 1991/92